# Ri Jong-hui (Ruderer)
Ri Jong-hui (* 28. Januar 1953) ist ein ehemaliger nordkoreanischer Ruderer.

## Biografie
Ri Jong-hui startete bei den Olympischen Sommerspielen 1972 in München zusammen mit Li Jong-un in der Zweier-ohne-Steuermann-Regatta. Das Duo schied vorzeitig aus.